# 火甲水库
火甲水库是中国广西壮族自治区玉林市博白县东平镇境内的一座水库，位于南流江支流上，建于1980年。水库正常库容为3720万立方米，集雨面积为55平方千米，海拔为90.5米。